# 毛巾美術館一廣
33°58′8.6″N 133°1′56.8″E / 33.969056°N 133.032444°E

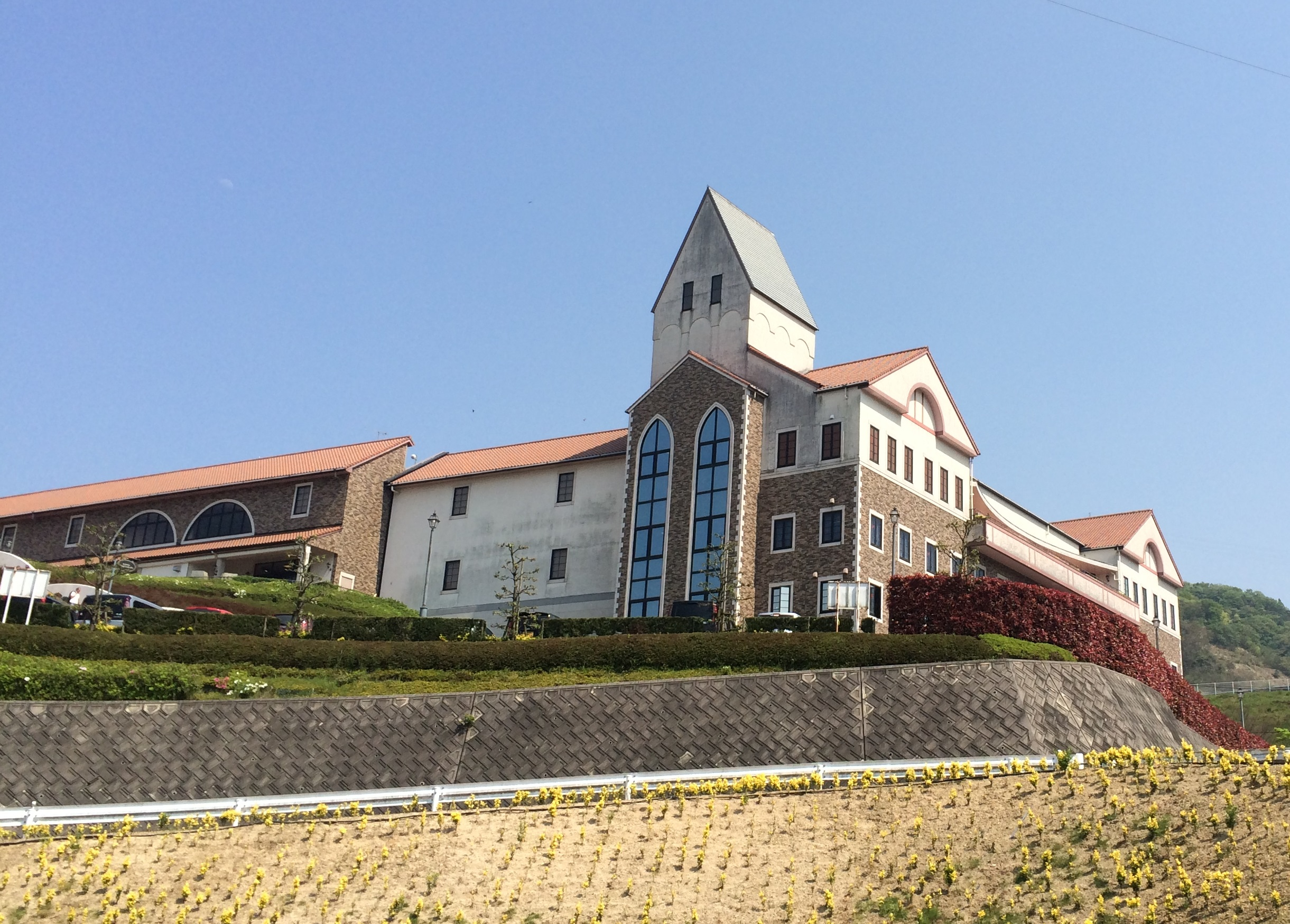
毛巾美術館一廣外觀

毛巾美術館一廣（日文：ICHIHIRO）是位於日本愛媛縣今治市的一個以毛巾為主題的美術館。為一棟五層樓建築，後方並設有一個歐式花園，內部也展示實際生產毛巾的機械設備。

## 历史
美術館由當地的毛巾製造商一廣株式會社所建立，因此美術館也位於一廣株式會社的工廠旁邊。美術館於2000年4月29日開始營運，最初名稱為「毛巾美術館朝倉」（日文：ASAKURA），「朝倉」為當時美術館所在地的行政區劃名稱朝倉村。
2005年朝倉村合併為新設立的今治市，美術館的名稱也變更為現在使用的「毛巾美術館一廣」。

## 外部連結
- （日語） 毛巾美術館一廣 （页面存档备份，存于）